# 彩流社
彩流社（さいりゅうしゃ）は、日本の出版社。海外文学を中心に人文社会関連、趣味・実用書、ほぼ全てのジャンルを網羅し現在まで約三千点に及ぶ書籍を刊行する。

## 概要
特定のジャンル・思想にとらわれることなく、多種多様な企画を世に問い続け、D.H.ロレンスなどの海外文学から、連合赤軍など左翼関連のほか、新右翼、紀行エッセイ、軍事史、古墳探訪などの日本古代史まで、幅広く刊行している。
『マーク・トウェイン コレクション 全20巻』は他に例を見ないマーク・トウェインの全集の邦訳である。
連合赤軍事件の当事者の記録である『あさま山荘1972（上）（下）（続）』、『十六の墓標（上）（下）（続）』は刊行当時、大きな話題をよびベストセラーとなった。
2013年秋より、これまで培ってきたジャンルをよりコンパクトに読者に手に取りやすい“形”にして届けるというコンセプトで、叢書「フィギュール彩（さい）」を刊行開始。
2014年秋からは、大人も読める児童書のコンセプトで、児童書分野にも参入している。
さらに、2014年より『定本荒巻義雄メタSF全集』を刊行。
2014年刊行の『レオニー・ギルモア：イサム・ノグチの母の生涯』（エドワード・マークス著）が第2回国基研日本研究賞を受賞し、2019年から2021年にかけて刊行した『【増補改訂】日本・ポーランド関係史―1904-1945』及び『日本・ポーランド関係史Ⅱ―1945-2019年』（いずれもエヴァ・パワシュ=ルトコフスカ著）が第9回国基研日本研究賞を受賞した。
2019年からはウェブコンテンツ「彩マガ」の更新を開始。
2024年、第20回出版梓会新聞社学芸文化賞を授与される。

## 所在地
- 本社 東京都千代田区神田神保町三丁目10番地大行ビル6階

## 沿革
- 代表者 竹内淳夫
- 創業 1981年

## 主な発行物
【全集・コレクションなど】
- 『マーク・トウェイン コレクション』 全20巻
- 「山形和美全集」全14巻
- 「ジョージ・エリオット全集」全12巻
- 「現代作家ガイド」『ポール・オースター』『スティーヴ・エリクソン』『ウィリアム・ギブスン』『トニ・モリスン』『マーガレット・アトウッド』『カート・ヴォネガット』『トマス・ピンチョン』以下続刊…
- 『定本荒巻義雄メタSF全集』全7巻　（第1巻『柔らかい時計』、第2巻『宇宙25時』、第3巻『白き日旅立てば不死』、第4巻『聖シュテファン寺院の鐘の音は』、第5巻『時の葦舟』、第6巻『神聖代』、第7巻『カストロバルバ／ゴシック』、別巻『骸骨半島　花嫁他』）編集委員：巽孝之、三浦祐嗣

【連合赤軍関連】
- 坂口弘『あさま山荘1972（上）（下）（続）』
- 永田洋子『十六の墓標（上）（下）（続）』
- 塩見孝也『赤軍派始末記』
- 植垣康博『兵士たちの連合赤軍』

【大人も楽しめる児童書シリーズ】
- 「知っているようで知らない会社の物語」『ディズニー』『コカ・コーラ』『ナイキ』
- 「林家木久扇のみんなが元気になる学校寄席入門」全4巻
- 「ニュースに出てくる　国際条約じてん」全5巻　監修池上彰
- 「考えよう！やってみよう！フェアトレード」全3巻

【叢書「フィギュール彩】
- 1『人生の意味とは何か』（テリー・イーグルトン）
- 2『イギリス文化と近代競馬』（山本雅男）
- 3『ジョルジュ・サンドと四人の音楽家　リスト、ベルリオーズ、マイアベーア、ショパン』（坂本千代／加藤由紀）
- 4『MLB人類学』（宇根夏樹）
- 5『ルポ　精神医療につながれる子どもたち』（嶋田和子）
- 9『放射能とナショナリズム』（小菅信子）
- 10『天性の小説家　ジャン・ジオノ』（山本省）
- 13『ゴジラの精神史』（小野俊太郎）
- 14『幻の近代アイドル史』（笹山敬輔）
- 15『快読『赤毛のアン』』（菱田信彦）
- 20『吉本隆明　“心”から読み解く思想』（宇田亮一）

【芸能・映画など】
- 『権太楼の大落語論』柳家権太楼
- 『天下御免の極落語』川柳川柳
- 『立川談志の正体』快楽亭ブラック
- 『日本映画オルタナティヴ』阿部嘉昭
- 『ピンク映画史』二階堂卓也

【その他】
- 崔寛益『朝鮮語読本：しっかり学ぶ基本から会話まで』1990年6月
- 沢史生『鬼の日本史：福は内、鬼は外（上・下）』1990年6月・7月
- 清川理一郎『諏訪神社 謎の古代史：隠された神々の源流』1995年3月
- D.H.ロレンス『新訳 チャタレー夫人の恋人』永峰勝男訳、1999年11月
- 三上寛『三上寛 怨歌に生きる』 2000年11月
- 沢史生『鬼の大事典：妖怪・王権・性の解読』2001年3月
- 中山康樹、後藤雅洋、村井康司『ジャズ構造改革 : 熱血トリオ座談会』2006年2月
- J. サミュエル・ウォーカー『原爆投下とトルーマン』林義勝監訳、2008年9月
- ジャック・ロンドン 『ジャック・ロンドン 幻想短編傑作集』有馬容子訳、2008年10月
- 『クラウゼヴィッツと「戦争論」』清水多吉、石津朋之編、2008年10月
- ジョルジェ・アマード『新版 砂の戦士たち』阿部孝次訳、2008年11月
- 山本宗補『戦後はまだ… 刻まれた加害と被害の記憶』2013年7月
- キャサリン・ゴヴィエ『北斎と応為（上・下）』モーゲンスタン陽子訳、2014年6月
- アリス・マンロー『愛の深まり』栩木玲子訳、2014年11月
- フランツ・リスト『フレデリック・ショパン』八隅裕樹訳、2021年8月
- 稲葉香『西ネパール・ヒマラヤ　最奥の地を歩く』2022年1月
- チェンティグローリア公爵『僕は美しいひとを食べた』大野露井訳、2022年2月
- 橘しづゑ『ボストン美術館 富田幸次郎の五〇年』2022年5月